# Папинниеменселькя
Па́пинниеменселькя (фин. Papinniemenselkä — поповский залив) — залив или фиорд в северо-западной части Ладожского озера, Республика Карелия, Россия. Является примером типичного залива, формирующего береговой рельеф Ладожских шхер.
В заливе находятся острова Паяринсари, Орайтсари, Кяряйтсари и множество других мелких островов.
С севера залив ограничен островом Тимонсари, с юга — островом Кухка.
На западе в залив впадает река Иййоки.